# European Green Belt

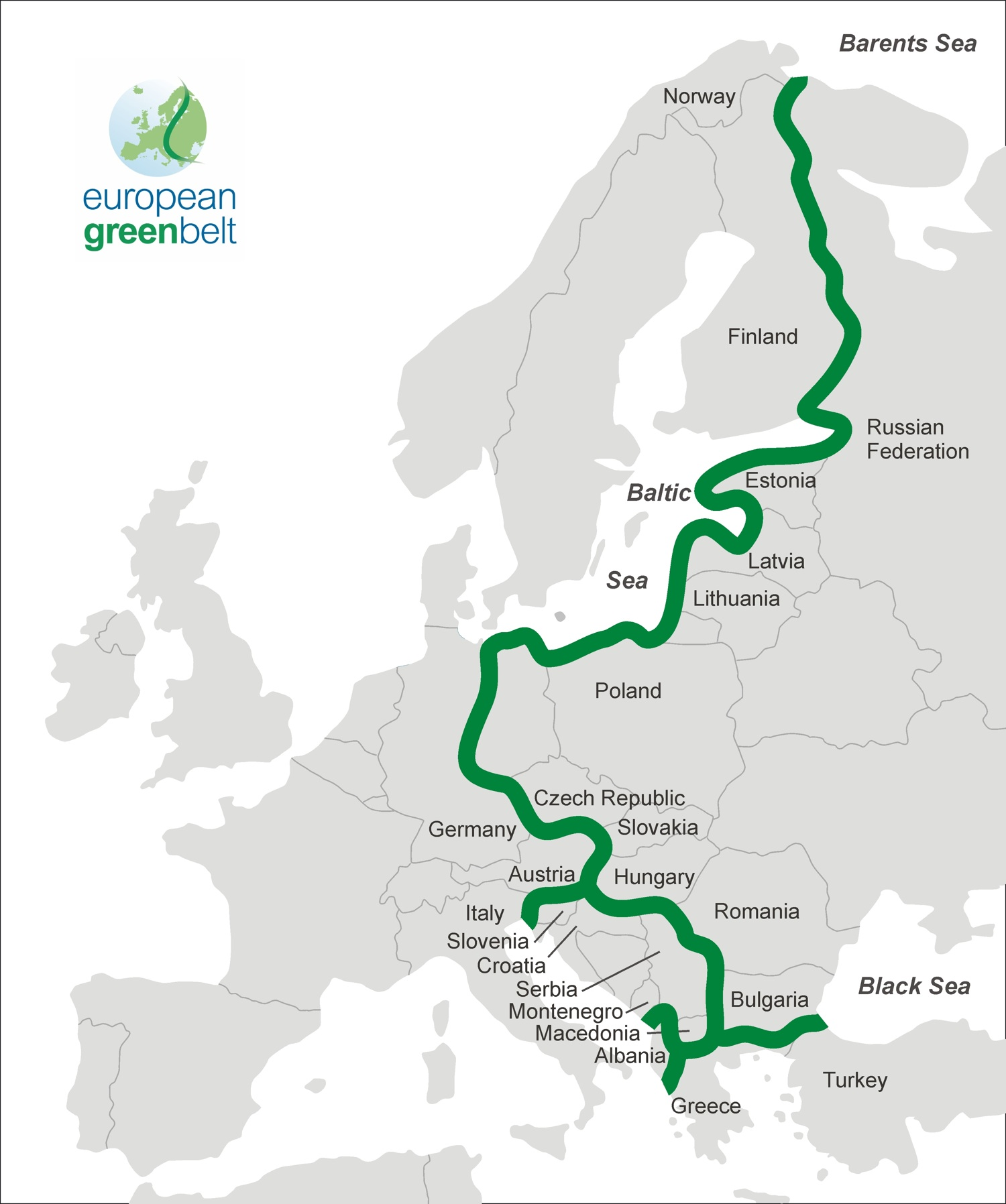
European Green Belt

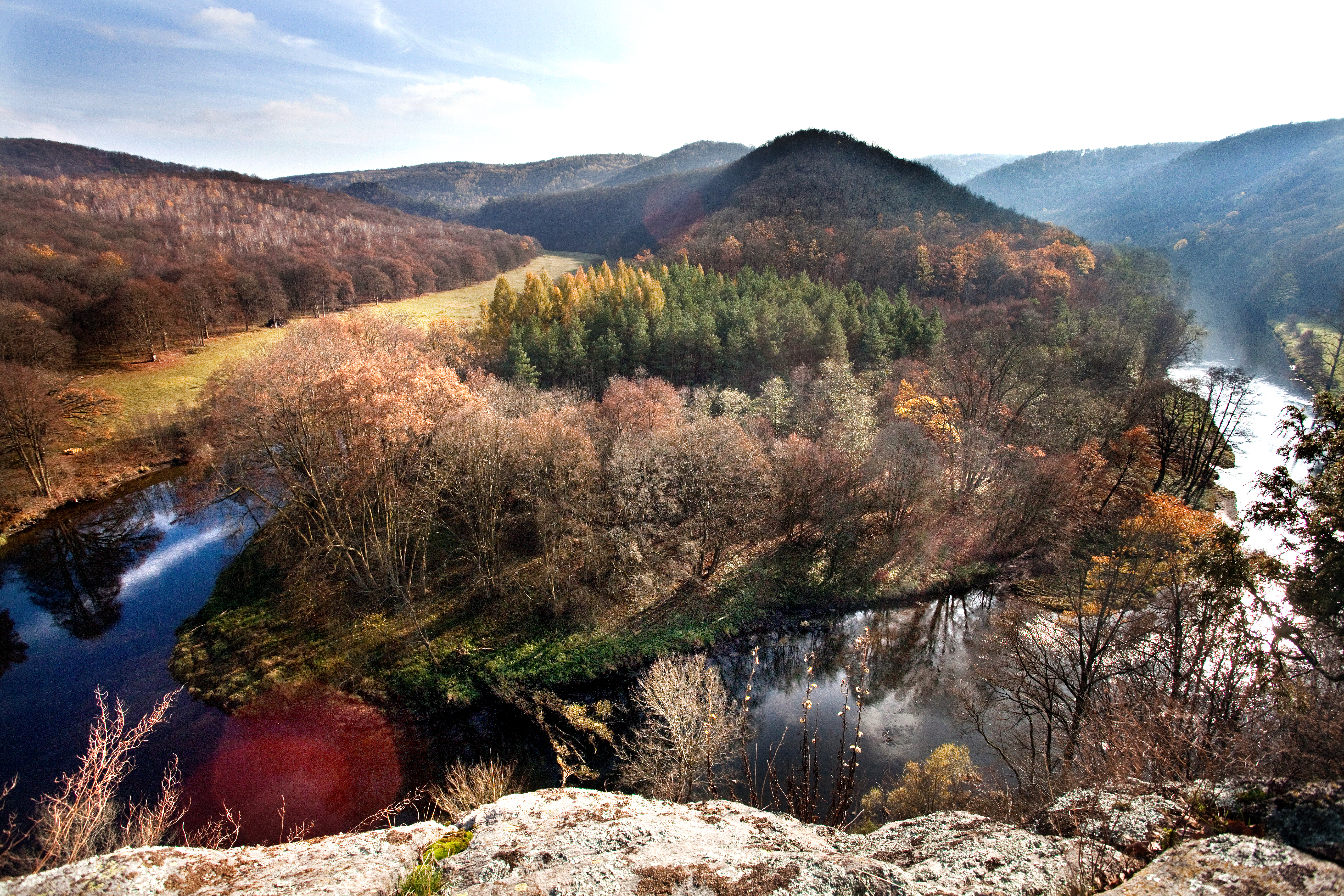
Nationaal Park Thayatal

De European Green Belt is een Europees natuurbeschermingsinitiatief dat werd opgericht in 2003. De groene gordel (een initiatief ondersteund door de IUCN) vormt een ketting van natuurgebieden (nationale parken, natuurparken, natuurreservaten, biosfeerreservaten, Natura 2000-gebieden) langs het voormalige IJzeren Gordijn van de Barentszee tot de Zwarte Zee en de Adriatische Zee. Het EV13 IJzerengordijnpad loopt langs de Green Belt.

## Natuurgebieden
- grens Finland-Rusland (Nationaal park Oulanka en Nationaal Park Paanajärvi)
- kustgebieden Estland-Letland-Litouwen-Polen-Rusland (Nationaal Park Koerse Schoorwal (Litouwen) en Nationaal Park Koerse Schoorwal (Rusland))
- Duits-Duitse grens (das grüne Band) (Nationaal Park Harz) [1]
- grens Duitsland-Tsjechië (Nationaal Park Bayerischer Wald en Nationaal park Šumava)
- grens Oostenrijk-Tsjechië (Nationaal Park Thayatal en Nationaal park Podyjí), grens Oostenrijk-Slovenië, grens Oostenrijk-Slowakije, grens Oostenrijk-Hongarije (Nationaal Park Neusiedler See-Seewinkel en Nationaal park Fertő-Hanság) (grünes Band Österreich)[2]
- grens Hongarije-Kroatië (Nationaal Park Donau-Drava), grens Hongarije-Servië (Natuurpark Kopački Rit), grens Hongarije-Roemenië (Natuurpark Lunca Mureșului en Nationaal park Körös-Maros)
- grens Servië-Roemenië (Nationaal park Đerdap en Natuurpark Porțile de Fier, grens Servië-Bulgarije (Nationaal park Stara Planina)
- grens Bulgarije-Griekenland (Natuurpark Belasitsa, Nationaal park Rodopegebergte, Nationaal park Kerkini, Nationaal park Dadia-Lefkimi-Soufli, Natuurpark Strandzha)[3]
- grens Griekenland-Noord-Macedonië-Albanië-Montenegro-Kosovo (Nationaal Park Prespa (Griekenland) en Nationaal Park Prespa (Albanië), Nationaal park Pelister, Nationaal park Galičica), (Nationaal park Shebenik-Jabllanicë en Natuurpark Korab-Koritnik, Nationaal park Šar Planina, Nationaal park Sharri, Nationaal park Mavrovo), Nationaal park Alpet e Shqipërisë en Nationaal park Prokletije, Nationaal park Bjeshkët e Nemuna)